# Lera
Lera – wieś w Rumunii, w okręgu Buzău, w gminie Chiojdu. W 2011 roku liczyła 477 mieszkańców.